# Dogonić tęczę
Dogonić tęczę (ang. Standing in the rainbow) - książka Fannie Flagg, opowiadająca o dziejach mieszkańców miasteczka Elmwood Springs w stanie Missouri w przeciągu 50 lat, ukazująca zmiany zachodzące w społeczeństwie amerykańskim. Powieść porusza także temat ludzkiej egzystencji. Książka powstała w 1998 roku, a polskiego wydania doczekała się w 2007, nakładem wydawnictwa Nowa Proza. Jest drugim tomem z cyklu Elmwood Springs.

## Fabuła[3]
Głównymi bohaterami są Smithowie - typowa amerykańska rodzina z dwójką dzieci. Jej niezwykłość leży w zajęciu matki, Dorothy. Jest ona domorosłym radiowcem i nadaje ze swojego salonu audycję zatytułowaną Sąsiadka Dorothy, która cieszy się dużą popularnością. Duże zmiany w ich życiu wprowadza rodzina Oatmanów poprzez spotkana na koncercie i grupie gospel. Ich córka wkrótce wprowadza się do Smithów. Dalszy ciąg zdarzeń powoduje, że to właśnie ona, nieśmiała, spokojna dziewczynka zostanie dwa razy wybrana gubernatorem stanu Missouri.